# Amastus bipartitus
Amastus bipartitus är en fjärilsart som beskrevs av Rothschild 1935. Amastus bipartitus ingår i släktet Amastus och familjen björnspinnare. Inga underarter finns listade i Catalogue of Life.